# Chaetonotus schoepferae
Chaetonotus schoepferae is een buikharige uit de familie Chaetonotidae. De wetenschappelijke naam van de soort werd in 1970 voor het eerst geldig gepubliceerd door Thane-Fenchel. De soort wordt in het ondergeslacht Chaetonotus geplaatst.